# Gelis leiradoi
Gelis leiradoi là một loài tò vò trong họ Ichneumonidae.